# San Cayetano, Chiapas
San Cayetano är en ort i Mexiko.   Den ligger i kommunen El Bosque och delstaten Chiapas, i den sydöstra delen av landet, 700 km öster om huvudstaden Mexico City. San Cayetano ligger 1 511 meter över havet och antalet invånare är 1 833.
Terrängen runt San Cayetano är kuperad åt sydväst, men åt nordost är den bergig. Runt San Cayetano är det ganska tätbefolkat, med 166 invånare per kvadratkilometer. Närmaste större samhälle är Bochil, 14,5 km väster om San Cayetano. I omgivningarna runt San Cayetano växer i huvudsak städsegrön lövskog.